# 美国西南研究院
美国西南研究院（英語：Southwest Research Institute，简称SwRI）是美国其中一个历史最悠久、规模最庞大的独立非营利性质应用技术研发机构，总部位于美国得克萨斯州圣安东尼奥，由美国石油业大亨汤姆·斯利克（Tom Slick）于1947年所创立。西南研究院在众多科学领域中享有较高的国际声誉，为工业界和政府机构提供各类科研开发、工程和试验技术咨询服务；应用多学科的综合途径来解决科学和应用技术中各种复杂的问题。其下属的11个研究所拥有雇员3000多名，研发领域涉及化学工业、航天电子及信息工程、数据自动化、应用物理、空间技术与工程、机械与材料工程等各个学科，并在美国各地、中国和英国设有办事处。

## 太空计划
美国西南研究院在各个层面参与广泛的美国太空项目包括：
- 新视野号
- 星际边界探测器